# Isaac R. Trimble
Pour les articles homonymes, voir Trimble.
Isaac Ridgeway Trimble , né le 15 mai 1802 dans le comté de Culpeper et mort le 2 janvier 1888 à Baltimore, est un officier de carrière de l'armée des États-Unis et ingénieur civil dans les chemins de fer. Il est officier de l'armée des États confédérés pendant la guerre de Sécession. 

## Biographie
Il participe notamment à la bataille de Gettysburg, pendant laquelle il commande la division de William Dorsey Pender tué lors de la bataille. Il participe également à la charge de Pickett, le 3 juillet 1863, également à Gettysburg.

## Postérité
Dans les films Gettysburg (1993) et Gods and Generals (2003), son rôle est joué par William Morgan Sheppard.